# سيان جيبسون
سيان جيبسون (بالإنجليزية: Sian Gibson)‏ هي مغنية وممثلة بريطانية، ولدت في 30 يوليو 1976 في مولد ‏ في المملكة المتحدة.

## ترشيحات
- British Academy Television Award for Best Female Comedy Performance [الإنجليزية]‏ (2016)

## وصلات خارجية
- سيان جيبسون على موقع IMDb (الإنجليزية)
- سيان جيبسون على موقع ألو سيني (الفرنسية)
- سيان جيبسون على موقع ميوزك برينز (الإنجليزية)
- سيان جيبسون على موقع قاعدة بيانات الفيلم (الإنجليزية)
- سيان جيبسون على موقع كينوبويسك (الروسية)